# Sophus Greiffenberg
Sophus Andreas Greiffenberg (født 10. november 1876 i København, død 31. juli 1940 sammesteds) var en dansk malermester, arkitekt og tegner.
Greiffenberg er mest kendt for at have fundet på navnet IRMA (egentlig: JRMA) til Irma-kæden og for at have tegnet Irmapigen. Navnet blev opfundet af Greiffenberg i 1907 og skyldtes det samarbejde som Irmabutikkernes grundlægger, Carl Schepler, havde med en margarinefabrik i Slagelse, Johannes Rasmussens Margarinefabrik. Greiffenberg foreslog, at der i alle butikkerne skulle reklameres med den margarine, som blev solgt, og han forkortede margarinenavnet efter ejeren, altså JRMA – i lighed med OMA, som står for Otto Mønsteds Margarine). Senere blev navnet forvansket til det meget mere mundrette IRMA.
Til Irmapigen, som også blev tegnet i 1907, brugte Greiffenberg sin datter Else Johanne (12. maj 1904 på Østerbro – 16. februar 1998) som model. Hun ægtede arkitekten Hans Wilhardt. Irmapigen med sine karakteristiske blå og gule farver er senere blevet revideret i 1942, 1972 og senest i bl.a. i 1975 og 1978 af arkitekt Bent Mackeprang og grafiker Erik Ellegaard Frederiksen.